# Taleporia minor
Taleporia minor är en fjärilsart som beskrevs av Tutt 1900. Taleporia minor ingår i släktet Taleporia och familjen säckspinnare. Inga underarter finns listade i Catalogue of Life.